# أولاد عبو (رسلان)
أولاد عبو هي إحدى مشيخات المملكة المغربية، تتبع جغرافيا لإقليم بركان وإداريًا لرسلان. يقدر عدد سكانها بـ 35724 نسمة حسب الإحصاء الرسمي للسكان والسكنى لسنة 2004.